# Riera de San Cugat

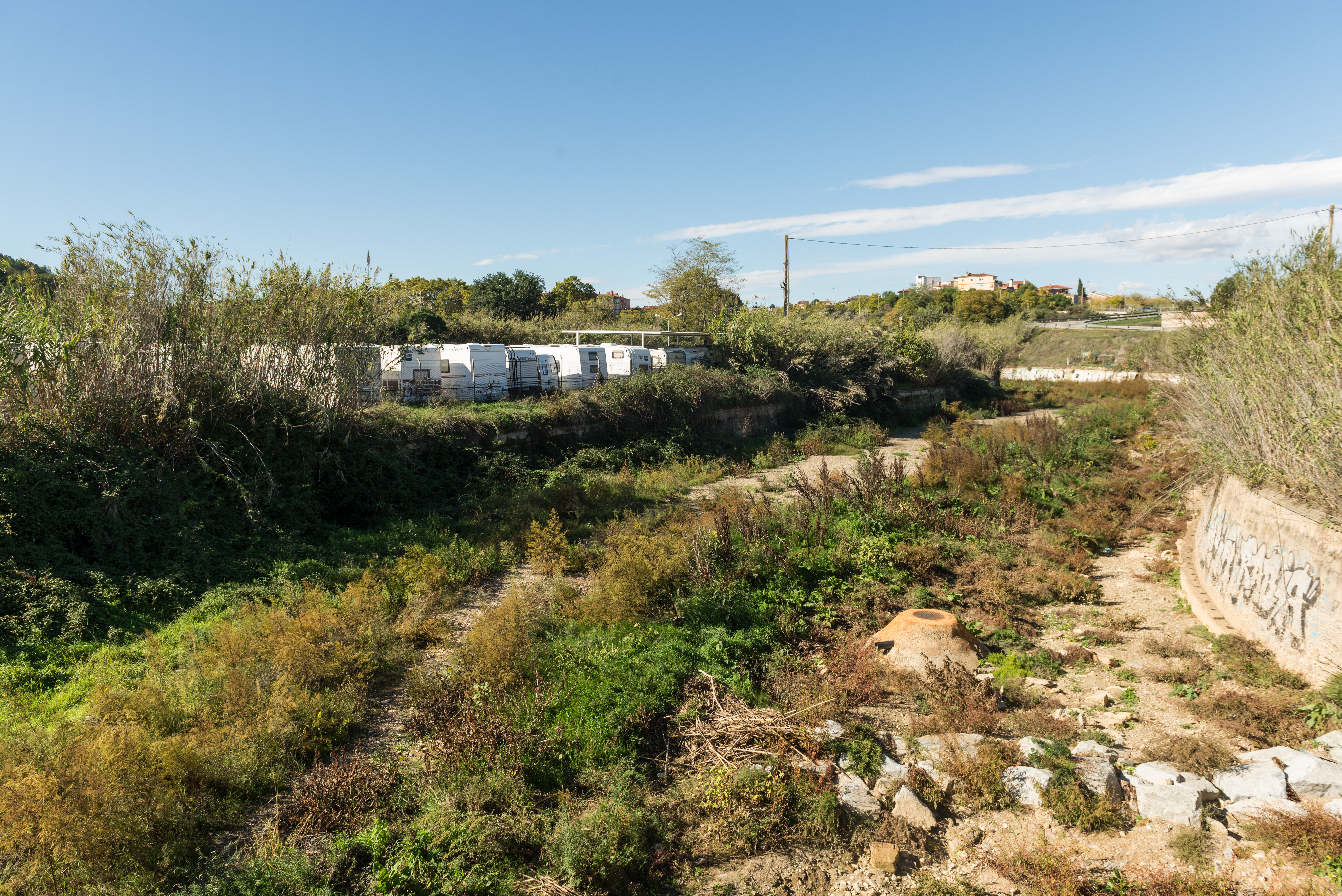
Riera de San Cugat en sur de Cerdanyola del Vallés

La riera de Sant Cugat o más conocida desde antiguo como riera , forma parte de la cuenca del río Besós, en el noreste de la península ibérica. Concretando un poco más, se puede decir que se adentra en la provincia de Barcelona (Cataluña). En el interior de esta provincia, los 14 km de curso fluvial de que consta la riera, fluyen por los términos municipales de San Cugat del Valles, Cerdanyola del Vallés y Moncada y Reixach, todos ellos en la comarca del Vallés Occidental. Ningún punto de la riera de San Cugat se aleja más de 10 km de Barcelona. Su orientación es oeste este.

## Situación
Aproximadamente, los datos donde el río ya recibe el nombre oficial de riera de San Cugat, más o menos a la altura del parque de la Pollancreda, situado en el término municipal de San Cugat del Vallés, cuyas coordenadas son 2º 05’ 40’’ longitud Este y de 41° 28’ 15’’ N. 
La riera de San Cugat no tiene un nacimiento explícito, simplemente se le otorga su nombre a una agrupación de torrentes, cuyos conos de deyección se unen formando un caudal algo más amplio, y a partir de ese punto se le atribuye el calificativo de Riera de San Cugat.
Todas las torrenteras que darán lugar a la futura riera nacen a una altitud de entre 300 y 350 metros en la sierra de Collserola en el término municipal de San Cugat del Vallés.
Como primer núcleo habitado se encuentra la ciudad de San Cugat, después pasa por el término municipal de Sardañola del Vallés, donde hace de límite natural entre la sierra de Collserola y la zona más intensamente urbanizada, y finalmente desemboca en el río Ripoll, 600 m antes de dejar sus aguas en el río Besós, en el término municipal de Moncada y Reixach.
El agua de la riera recibe aportaciones de otros torrentes más pequeños procedentes de la sierra dels Galliners, que se extiende entre los términos de Sardañola, San Cugat, San Quirico, Rubí y Tarrasa, cuya característica principal es su poca altura, que va desde los 285 a los 175 m. En el término de Sardañola va desde Can Fatjó dels Xiprers hasta el Turó de Sant Pau y desde la Universidad Autónoma de Barcelona hasta el Turó de Can Camps. También las recibe de la sierra de Collserola, en mayor cantidad.

## Cuenca hidrográfica
La cuenca hidrográfica de la riera de Sant Cugat pertenece a la vertiente mediterránea, ocupa unos 50 km². Se enclava entre los términos de San Cugat del Vallés, Sardañola del Vallés y Moncada y Reixach. Para hacernos una idea de la extensión que ocupa, podemos decir que la cuenca de la riera ocuparía medio término municipal de Barcelona. Al ser una riera pequeña, su cuenca hidrográfica también lo es.
La cuenca hidrográfica de la Riera de San Cugat se nutre de una zona principal, la cuenca propiamente dicha, y de dos subcuencas que aportan sus aguas, la primera por el margen derecho y la segunda por el izquierdo.
Los nacimientos de las pequeñas rieras de esta cuenca, provienen tanto de la sierra dels Galliners como de la sierra de Collserola, con este dato nos podemos hacer una idea de la extensión que ocupa si las comparamos con las otras dos.
De la sierra dels Galliners proviene la riera de Vutpalleres y de la sierra de Collserola el resto de afluentes, Riera de Can Trabal, Riera de la Torre Negra, Riera de Can Bell, Riera de Can Gordi, Riera de la Font de l’Ermetà, Riera del Santo Cristo, Riera de Monelles i Riera de Sant Medir. Todas ellas tienen su origen en pequeñas fuentes de las montañas, situadas, también, en el término municipal de San Cugat del Vallés.
La subcuenca por el margen derecho, corresponde a la Cuenca Hidrográfica del Torrente de Canaletas, una pequeña riera que aporta las aguas a la riera de San Cugat a la altura del Parque de Canaletas, en Sardañola del Vallés.
Esta pequeña cuenca, consta de seis torrentes principales: Sant Iscle, Forja, Can Coll, Can Cerdà, Can Güell y Valldaura.
La segunda subcuenca por el margen izquierdo, corresponde a la Cuenca Hidrográfica del Torrent dels Gorgs, que nace a la altura de Bellaterra (Sardañola), en la sierra dels Galliners, poco después transcurre por la Universidad Autónoma de Barcelona (Sardañola) y finalmente, el aporte de sus aguas a la riera de Sant Cugat lo realiza a la altura de Montflorit, en Sardañola del Vallés.
La mayor parte del año, estas rieras no tienen un caudal constante, solo llevan agua en épocas de lluvias, como puede ser otoño y primavera (típico del clima Mediterráneo). La única que conserva su agua durante todo el año es la riera de Sant Cugat. La cuenca de la riera de San Cugat forma parte de la cuenca hidrográfica del río Ripoll y esta a su vez, también a la cuenca del río Besós. 
La divisoria de aguas por el sudeste se halla en la línea de cresta de la sierra de Collserola y por el noroeste, en la línea de cresta de la sierra dels Galliners.
- Datos: Q11295781
- Multimedia: Riera de Sant Cugat / Q11295781